# Futbol'nyj Klub Anži
Il Futbol'nyj Klub Anži, noto anche come Anži Machačkala, è un club calcistico russo con sede nella città di Machačkala, fondato nel 1991 e rifondato nel 2024. Attualmente milita in Pervenstvo Rossii sredi ljubitel'skich futbol'nych klubov.

## Storia
Il club venne fondato nel 1991, quando il capo della Dagnefteprodukt, Sultan Magomedov, e un ex giocatore della Dynamo Makhachkala, il primo vero club della città, decisero di fondare un nuovo team calcistico, a livello regionale. Nel campionato del Daghestan, il neonato club fu in grado di farsi valere, e riuscì a vincere 16 delle 20 partite, divenendo così campione. Intuite le potenzialità del progetto, i proprietari del club decisero di iscrivere il club nelle serie inferiori del Campionato russo di calcio. Subito dopo la dissoluzione dell'Unione Sovietica, l'Anži era riuscito a vincere la Pervenstvo Professional'noj Futbol'noj Ligi, ma data la ristrutturazione dei campionati russi, è rimasto in seconda divisione. Il nome Anži significa "perla" in cumucco ed era l'antico nome della zona attorno alla quale era situata la città di Machačkala.
Dal 1994, con l'insediamento di Aleskerov, fino al 1996, passando per Rafael Safarov, nessun manager riuscì nell'impresa di portare l'Anži in Pervij divizion. Ci riuscì, nel 1996, Eduard Malafeev, che seppe costruire una squadra fatta prevalentemente da giocatori del Daghestan. Fu invece Gadži Gadžiev a riuscire nell'impresa di portare la squadra alla promozione nella massima serie russa, dopo i tentativi andati a vuoto nel 1997 e nel 1998.
Dopo la vittoria della Pervij divizion nel 1999, fece il suo debutto in Prem'er-Liga nella stagione 2000, raggiungendo, da neopromossa, un incredibile quarto posto finale. L'anno seguente, inoltre, il club raggiunse la finale della Kubok Rossii, persa solamente ai rigori contro il più quotato Lokomotiv Moskva. Gadzhiev riuscì a ottenere questi risultanti cambiando pochissimi giocatori, dando fiducia al gruppo storico che aveva vinto il campionato di prima divisione. Nello stesso anno, forte del quarto posto dell'anno precedente, il club russo ebbe la possibilità di disputare un turno preliminare di Coppa UEFA contro gli scozzesi del Glasgow Rangers, disputato, per ragioni di sicurezza vista la situazione instabile nella vicina Cecenia, nel campo neutro di Varsavia; l'Anži venne sconfitto per 0-1. Al termine della stagione 2002 venne retrocesso e, di conseguenza, ha militato in Pervij divizion fino al 2010, anno in cui torna in Prem'er-Liga grazie al lavoro di Omari Tetradze. Dopo la nuova promozione, torna in sella lo storico allenatore Gadži Gadžiev.
Nel gennaio del 2011, il club viene rilevato dal magnate russo Sulejman Kerimov, che ha subito investito fortemente per rendere competitivo il club, ingaggiando in febbraio il veterano Roberto Carlos, divenuto il capitano della squadra. Sempre durante il mercato invernale arrivano in Russia anche i talenti brasiliani Jucilei e Diego Tardelli, rispettivamente per 10 e 5 milioni di euro. In estate vengono invece acquistati l'esterno ungherese Balázs Dzsudzsák, in forza al PSV Eindhoven, per 14 milioni di euro, il laterale di difesa Jurij Žirkov, arrivato dal Chelsea per 15 milioni, e l'attaccante Samuel Eto'o dall'Inter per 25 milioni. Viene anche acquistato il centrocampista offensivo dell'Anderlecht Mbark Boussoufa per 8 milioni di euro.
A seguito degli ingenti investimenti, la squadra, ai primi di giugno del 2011, dopo 12 giornate, si ritrova al secondo posto, dietro al CSKA Mosca. Nella coppa nazionale, invece, la squadra viene eliminata agli ottavi di finale dallo Zenit San Pietroburgo. Il 29 settembre 2011 il tecnico Gadži Gadžiev viene sollevato dall'incarico, e la panchina del club viene assegnata temporaneamente al tandem formato da Andrey Gordeev e Roberto Carlos, con quest'ultimo che va così a ricoprire il doppio ruolo di giocatore e assistente allenatore. Il 27 dicembre 2011, viene reso noto l'accordo della durata di cinque anni con il tecnico russo Jurij Krasnožan; il 13 febbraio 2012 la società annuncia però le dimissioni del tecnico russo. Il 17 febbraio, Guus Hiddink diventa il nuovo tecnico della squadra, firmando un contratto di 18 mesi con un ingaggio di 10 milioni di euro a stagione. Il tecnico olandese va a ricoprire anche il ruolo di vicepresidente del club. Il 24 febbraio 2012 viene acquistato il difensore Christopher Samba per 8 milioni di euro. Durante la sessione estiva del calciomercato la squadra viene ulteriormente rinforzata con gli acquisti del giovane attaccante Lacina Traoré per 12 milioni di euro e del centrocampista Lassana Diarra. In campionato si piazza 8º, ma si qualifica all'Europa League grazie al 5º posto nella poule campionato.
Il 1º febbraio 2013 viene acquistato il centrocampista brasiliano Willian dallo Shakthar Donetsk che, con i 35 milioni di euro spesi per lui dalla squadra, diventa il terzo trasferimento più oneroso di sempre per una società russa. Nel 2012-2013 si piazza 3º in campionato, in Europa League arriva fino agli ottavi di finale venendo eliminato dal Newcastle Utd e il 1º giugno 2013 perde la finale della Coppa di Russia ai rigori contro il CSKA Mosca. Il 22 luglio seguente si dimette il tecnico Guus Hiddink affermando di aver lasciato il club perché può crescere senza il suo aiuto. Viene promosso allenatore il suo vice René Meulensteen, che tuttavia viene esonerato sedici giorni dopo. Sempre il 7 agosto il presidente Konstantin Remchukov annuncia che i calciatori con gli ingaggi più alti verranno venduti e che il bilancio del club scenderà a 50-70 milioni di dollari all'anno. Il 16 agosto vengono ceduti Jurij Žirkov, Igor' Denisov e Aleksandr Kokorin (arrivato soltanto un mese prima per 19 milioni di euro) alla Dinamo Mosca. Il riordino finanziario prosegue con le cessioni di Mehdi Carcela-González allo Standard Liegi, Boussoufa, Diarra e Arsenij Logašov alla Lokomotiv Mosca, João Carlos allo Spartak Mosca, Vladimir Gabulov, Christopher Samba e Aleksej Ionov alla Dinamo Mosca. Il ridimensionamento della squadra coinvolge anche le due stelle della squadra, Willian ed Eto'o, ceduti al Chelsea.
Dal punto di vista dei risultati la squadra comincia molto male la stagione 2013-2014, non riuscendo infatti a vincere nessuna delle prime 18 partite di campionato (7 pareggi e 11 sconfitte). Nel gennaio 2014 l'ivoriano Lacina Traoré si trasferisce al Monaco per 10 milioni di euro, Jucilei all'Al-Jazira, Alan Gatagov e Pavel Solomatin rescindono il loro contratti anticipatamente e fanno ritorno alla Dinamo Mosca e Abdul Razak passa al West Ham. In Europa League la squadra esce agli ottavi di finali per mano dell'AZ Alkmaar e in Coppa di Russia viene eliminato ai sedicesimi. Nel girone di ritorno l'Anži riesce ad ottenere 3 vittorie ma chiude il campionato all'ultimo posto, retrocedendo così in seconda divisione.
Il 4 gennaio 2015 un fatto di cronaca nera segnerà la storia del club: il giovane calciatore Gasan Magomedov viene ucciso a colpi di mitra davanti alla sua abitazione. Grazie al secondo posto ottenuto in PFN Ligi nella stagione 2014-2015, l'Anži torna in Prem'er-Liga dopo un solo anno di assenza.
Dopo aver concluso il campionato di Prem'er-Liga 2018-2019 al quindicesimo posto, il club è stato retrocesso in PFN Ligi, ma, a causa dei debiti accumulati dalla società, non è stato in grado di ottenere la licenza di partecipazione al campionato di seconda serie. Il 26 giugno 2019 il club ha comunicato di aver ricevuto la licenza di partecipazione al campionato di Pervenstvo Professional'noj Futbol'noj Ligi, terza serie nazionale, evitando la bancarotta, ma risultando impossibilitato ad acquistare nuovi calciatori a causa della mole di debiti accumulati.

## Strutture
L'Anži gioca le sue partite casalinghe all'Anži-Arena (in russo Анжи-Арена?) di Kaspijsk. Costruito nel 2003 con il nome di "Chazar" (Хазар), è stato ristrutturato nel 2013 (quando ha assunto l'attuale nome) e ha una capacità di 30.000 posti. Fino al 2003 e durante la ristrutturazione dello stadio Chazar l'Anži giocava nello Stadio Dinamo.
Nei piani di Kerimov sono previsti almeno 1 miliardo di euro di investimenti per costruire un nuovo stadio nella capitale del Daghestan da almeno 40.000 posti. Vi è anche un progetto per costruire 7 impianti sportivi nella regione e per creare un centro d'allenamento moderno. Questo anche perché l'Anži si recava a Machačkala o Kaspijsk solo il giorno in cui si svolge la partita interna del club di casa, almeno 2 volte al mese. Durante la settimana, gli allenamenti si svolgono a Mosca, e per questo ogni volta è necessario un viaggio di andata e ritorno da Mosca a Makhachkala.

## Allenatori
- 1992:  Kerimov Machač Ibragimovičr
- 1993:  Vladimir Petrov
- 1994:  Ahmad Alasgarov
- 1994:  Vjačeslav Ivanovič Lëgki
- 1995:  Rafaėl' Surenovič Safarov
- 1995:  Aleksandr Markarov
- 1996-1998:  Ėduard Malafeeŭ
- 1998:  Aleksandr Petrovič Rešetnjak
- 1998:  Pëtr Evgen'evič Šubin
- 1998-1999:  Aleksandr Petrovič Rešetnjak
- 1999-2001:  Gadži Gadžiev
- 2001:  Aleksandr Ašotovič Markarov
- 2001-2002:  Leonid Tkačenko
- 2002:  Myron Markevyč
- 2002-2003:  Gadži Gadžiev
- 2003:  Aleksandr Ašotovič Markarov
- 2003:  Evgenij Borisovič Kuznecov
- 2003:  Aleksandr Piskarëv
- 2004-2006:  Dmitrij Galjamin
- 2007-2010:  Omari Tetradze
- 2010-2011:  Gadži Gadžiev
- 2011:  Andrej Gordeev
- 2011-2012:  Jurij Krasnožan
- 2012-2013:  Guus Hiddink
- 2013:  René Meulensteen
- 2013-2014:  Gadži Gadžiev
- 2014-2015:  Sergéj Tašuev
- 2015:  Ruslan Agalarov
- 2015:  Jurij Sëmin
- 2015-2016:  Ruslan Agalarov
- 2016:  Pavel Vrba
- 2017:  Aleksandr Grigorjan
- 2017-2018:  Vadzim Skrypčanka
- 2018-2019:  Magomed Adiev
- 2019:  Valeri Barmin
- 2019-2022:  Artur Sadirov

## Palmarès
- Pervenstvo Futbol'noj Nacional'noj Ligi: 2

1999, 2009
- Pervenstvo Professional'noj Futbol'noj Ligi: 1

1992

## Statistiche
| Livello | Categoria        | Partecipazioni | Debutto   | Ultima stagione | Totale |
| ------- | ---------------- | -------------- | --------- | --------------- | ------ |
| 1º      | Vysšaja Divizion | 2              | 2000      | 2001            | 11     |
| 1º      | Prem'er-Liga     | 9              | 2002      | 2018-2019       | 11     |
| 2º      | Pervaja liga     | 1              | 1997      | 1997            | 11     |
| 2º      | Pervyj divizion  | 9              | 1998      | 2009            | 11     |
| 2º      | PFN Ligi         | 1              | 2014-2015 | 2014-2015       | 11     |
| 3º      | Vtoraja liga     | 5              | 1992      | 1996            | 8      |
| 3º      | PPF Ligi         | 2              | 2019-2020 | 2020-2021       | 8      |
| 3º      | Vtoroj divizion  | 1              | 2021-2022 | 2021-2022       | 8      |